# Resolutie 2184 Veiligheidsraad Verenigde Naties
Resolutie 2184 van de Veiligheidsraad van de Verenigde Naties is op 12 november unaniem aangenomen door de VN-Veiligheidsraad en verlengde opnieuw de toestemming aan landen en regionale organisaties om de piraterij voor de kust van Somalië aan te pakken.

## Achtergrond
In 1960 werden de voormalige kolonies Brits-Somaliland en Italiaans-Somaliland onafhankelijk en samengevoegd tot Somalië. In 1969 greep het leger de macht en werd Somalië een socialistisch-islamitisch land. In de jaren 1980 leidde het verzet tegen het totalitair geworden regime tot een burgeroorlog en in 1991 viel het centrale regime. Sindsdien beheersten verschillende groeperingen elk een deel van het land en viel Somalië uit elkaar. Toen milities van de Unie van Islamitische Rechtbanken de hoofdstad Mogadishu veroverden, greep buurland Ethiopië in en heroverde de stad. In 2007 stuurde de Afrikaanse Unie met toestemming van de Veiligheidsraad een vredesmacht naar Somalië. In 2008 werd piraterij voor de kust van Somalië een groot probleem. In september 2012 trad na verkiezingen een nieuwe president aan die met zijn regering de rol van de tijdelijke autoriteiten die Somalië jarenlang hadden bestuurd moest overnemen.

## Inhoud
Het aantal aanvallen en kapingen op schepen voor de Somalische kust was sinds 2011 scherp gedaald. Deze piraterij bleef echter een bedreiging vormen voor de humanitaire hulpverlening en de scheepvaart in de regio; ook al omdat de piraten verder op zee actief waren. Naar verluidt waren nu ook kinderen betrokken bij de piraterij.
De Somalische autoriteiten waren verantwoordelijk voor de strijd tegen piraterij en hadden om internationale bijstand en de verlenging van resolutie 2125 gevraagd. Ter plaatse waren de EU-operatie Atalanta, de NAVO-operatie Ocean Shield, de Gecombineerde Task Force 151 en de NAVO's Task Force 508 actief. Daarnaast hadden landen als China, Iran, Japan, Zuid-Korea en Rusland individueel marineschepen op patrouille gestuurd. De autorisatie aan landen en regionale organisaties om de piraterij in samenspraak met Somalië aan te pakken werd opnieuw met twaalf maanden verlengd.
Kenia, Mauritius, de Seychellen en Tanzania werden geprezen om hun inspanningen om piraten te berechten voor hun eigen rechtbanken. Alle landen werden opgeroepen piraterij strafbaar te stellen en samen te werken aan het onderzoek naar en de berechting van de verantwoordelijken voor feiten van piraterij voor de kust van Somalië. Er werd ook een onderzoek gevoerd naar de betrokkenheid van internationale misdaadnetwerken. Ook had Interpol een databank opgezet die de informatie over de piraterij nabij Somalië samenbracht.
Men erkende dat de instabiliteit van Somalië een van de oorzaken van de piraterij was, terwijl het verkregen misdaadgeld dan weer voor meer instabiliteit zorgde. Het land werd dan ook gevraagd een anti-piraterijwetgeving in te voeren en een veiligheidsdienst op te richten om ze af te dwingen, alsook om piraten voor de rechter te brengen.

## Verwante resoluties
- Resolutie 2158 Veiligheidsraad Verenigde Naties
- Resolutie 2182 Veiligheidsraad Verenigde Naties
- Resolutie 2246 Veiligheidsraad Verenigde Naties (2015)

Lijst ·  2133 ·  2134 ·  2135 ·  2136 ·  2137 ·  2138 ·  2139 ·  2140 ·  2141 ·  2142 ·  2143 ·  2144 ·  2145 ·  2146 ·  2147 ·  2148 ·  2149 ·  2150 ·  2151 ·  2152 ·  2153 ·  2154 ·  2155 ·  2156 ·  2157 ·  2158 ·  2159 ·  2160 ·  2161 ·  2162 ·  2163 ·  2164 ·  2165 ·  2166 ·  2167 ·  2168 ·  2169 ·  2170 ·  2171 ·  2172 ·  2173 ·  2174 ·  2175 ·  2176 ·  2177 ·  2178 ·  2179 ·  2180 ·  2181 ·  2182 ·  2183 ·  2184 ·  2185 ·  2186 ·  2187 ·  2188 ·  2189 ·  2190 ·  2191 ·  2192 ·  2193 ·  2194 ·  2195